# Dysdera collucata
Dysdera collucata este o specie de păianjeni din genul Dysdera, familia Dysderidae, descrisă de Dunin, 1991.
Este endemică în Armenia. Conform Catalogue of Life specia Dysdera collucata nu are subspecii cunoscute.